# Vitalie Bordian
Vitalie Bordian, ros. Виталий Бордиян, Witalij Bordijan (ur. 11 sierpnia 1984 w Kiszyniowie) – mołdawski piłkarz, grający na pozycji obrońcy, reprezentant Mołdawii.

## Kariera piłkarska

### Kariera klubowa
Wychowanek Szkoły Sportowej Zimbru Kiszyniów. Pierwszy trener Wjaczesław Karandaszow. W 2000 rozpoczął karierę zawodniczą w Zimbru. W następnym sezonie przeszedł do rosyjskiego Lokomotiwu Moskwa, ale przez 3 sezony występował tylko w drużynie rezerwowej (47 meczów, 4 gole). W styczniu 2005 podpisał 3,5-letni kontrakt z Metalistem Charków. W grudniu 2008 przedłużył kontrakt z klubem do 2012. W końcu sierpnia 2012 przeniósł się do Howerły Użhorod. Podczas przerwy zimowej sezonu 2012/13 podpisał kontrakt z Wołgą Niżny Nowogród. 2 września 2014 zasilił skład klubu Veris Drăgănești, w którym grał do końca roku. W lipcu 2015 został piłkarzem Heliosu Charków. W 2016 najpierw grał w Dacii Kiszyniów, a następnie odszedł do Sheriffa Tyraspol.

### Kariera reprezentacyjna
W 2005 zadebiutował w narodowej reprezentacji Mołdawii. Łącznie rozegrał 15 meczów. Wcześniej był kapitanem młodzieżowej reprezentacji Mołdawii.

## Sukcesy i odznaczenia

### Sukcesy klubowe
- brązowy medalista Mistrzostw Ukrainy: 2007, 2008, 2009

### Sukcesy indywidualne
- Piłkarz roku w Mołdawii według AISFM: 2008[6]